# Lady Frankenstein
Lady Frankenstein (wł. La figlia di Frankenstein) – włoski film grozy z 1971 roku w reżyserii Mela Wellesa.

## Produkcja
Zdjęcia kręcono w miejscowościach Manziana (prowincja Rzym) oraz Balsorano (prowincja L’Aquila).